# كريستيان كين
كريستيان كين (بالإنجليزية: Christian Kane)‏ هو مغني وكاتب أغاني وممثل أمريكي، ولد في 27 يونيو 1972 بدالاس في الولايات المتحدة.

## أعمال

### أفلام
- (2002) حياة أو شيء ما مثلها[6]
- (2003) متزوجان للتو[7]
- (2004) أضواء ليلة الجمعة

### مسلسلات
- آنجل

## وصلات خارجية
- كريستيان كين على موقع IMDb (الإنجليزية)
- كريستيان كين على موقع ألو سيني (الفرنسية)
- كريستيان كين على موقع ميوزك برينز (الإنجليزية)
- كريستيان كين على موقع تيرنر كلاسيك موفيز (الإنجليزية)
- كريستيان كين على موقع أول موفي (الإنجليزية)
- كريستيان كين على موقع قاعدة بيانات الأفلام السويدية (السويدية)
- كريستيان كين على موقع إن إن دي بي (الإنجليزية)
- كريستيان كين على موقع أول ميوزيك (الإنجليزية)
- كريستيان كين على موقع ديسكوغز (الإنجليزية)
- كريستيان كين على موقع قاعدة بيانات الفيلم (الإنجليزية)